# 코를레오네

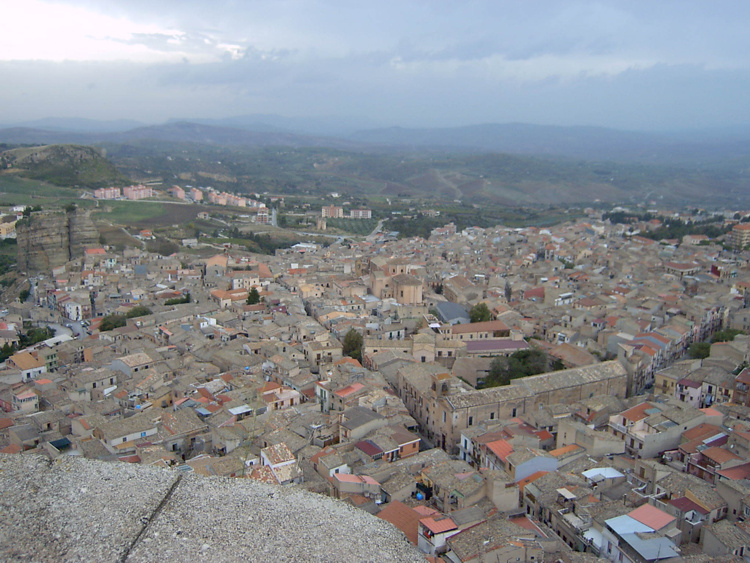
코를레오네

코를레오네(이탈리아어: Corleone, 시칠리아어: Cunigghiùni)는 이탈리아 시칠리아주 팔레르모현에 있는 인구 약 11,000명의 도시이다. 20세기 초반 이후에 유명한 마피아를 배출한 도시로 알려져 있다. 마리오 푸조의 소설이자 프랜시스 포드 코폴라 감독의 영화인 《대부》에서 주인공 일가가 이 마을에서 유래한 성씨를 하고 있다.

## 같이 보기
- 대부 (소설)
- 대부
- 대부 2
- 대부 3
- 비토 코를레오네